# Zima a jaro
Zima a jaro aneb Sněhová královna (v ukrajinském originále Зима і Весна, або Снігова краля) je poslední ze tří dětských oper ukrajinského skladatele Mykoly Lysenka na libreto Dniprovy Čajky

## Vznik a historie opery
Mykola Lysenko je považován za zakladatele ukrajinské novodobé hudby a mimo jiné i prvního autora ukrajinských oper pro děti. Lysenkovy dětské opery nejsou jen určeny dětskému divákovi, ale jsou psány přímo pro dětské herce. Libreta mu pro ně psala básnířka Ljudmyla Oleksiivna Vasylevs'ka-Berezina (1861–1927), tvořící pod pseudonymem Dniprova Čajka. Stejně jako u předchozích dvou „operek“ (jak je skladatel nazýval), Drzá koza (1888) a Pan Kocký (1891), vychází děj Zimy a jara z folklóru, avšak ne ze zvířecí pohádky-bajky. Lysenko ji také nenazývá „komická opera“ jako obě předchozí, ale „fantastická opera“. Příběh je poetičtější a abstraktnější, hudební partie jsou značně náročnější a opera je delší; proto také tato opera, ač zůstává určena pro dětské interprety, je pro děti starší a hudebně vyspělejší.
Opera byla napsána v roce 1892 a – stejně jako u ostatních dvou dětských oper – se její premiéra konala v bytě Lysenkových (Rejtars'ka 12, Kyjev) a v kruhu jejich rodiny a přátel, a to v roce 1893. Hudební nastudování a klavírní doprovod vedle skladatele samotného vedla jeho žena Oľha Antoniivna Lyps'ka, hlavní role zpívaly jejich děti: „Zimu“ třináctiletá Kateryna, „Jaro“ desítiletá Halyna, „Sněžného děda“ osmiletý Ostap a „Podzim“ šestiletá Marjana, úlohu Sýčka-věštce hrál syn Lysenkova přítele a libretisty Mychajla Staryc'kého Jurko. Vedle nich se představení účastnili i dospělí: ve sboru zpívali Lysenkovi studenti a roli „Mráze“ hrál amatérský zpěvák Jakiv Hulak-Artemovsky (příbuzný Semena Hulaka-Artemovského). Režisérkou, choreografkou a kostymérkou byla dobrá známá manželů Lysenkových, mladá básnířka Lesja Ukrajinka. Podle vzpomínek Ostapa Lysenka se hrála pouze dvakrát, protože domácí představení vyžadovala mnoho sil, času i materiálních nákladů.
Zima a jaro je prokomponovaná opera, tj. bez mluveného slova, a obsahuje typické operní hudební útvary (árie, duety, sbory, tance); na rozdíl od Drzé kozy a Pana Kockého má i rozsáhlejší předehru. Sólová čísla jsou autorské melodie, jen v některých částech s využitím nebo nápodobou lidových písní. Naproti tomu četné sbory jsou po textové i melodické stránce úpravami existujících lidových písní. Z nich závěrečný sbor, „A vže vesna, a vže krasna“ („А вже весна, а вже красна“), doznal největšího rozšíření jako samostatná skladba.
Roku 1903 byl vydán klavírní výtah opery, což umožnilo její širší provozování. Roku 1905 ji například uvedl režisér I. Midlovs'kyj na dětských večerech v Tarnopoli, roku 1908 ji režisér P. Dunajevskyj uvedl – s M. Lysenkem jako dirigentem – v sále kyjevské obchodní komory s účastí studentů Lysenkovy hudebně-dramatické školy, roku 1913 pak kyjevský spolek L. Idzykovského apod. V 50. letech 20. století bylo Lysenkovo dílo souborně vydáno, a to s řadou hudebních a textových změn a aktualizací; dětské opery vyšly v devátém z dvaceti svazků v hudební úpravě Mychajla Verkyvs'kého a textové Maksyma Ryls'kého. I dětské opery byly v té době orchestrovány (autorská verze je napsána jen s doprovodem klavíru). V orchestraci V. Rybaľčenka a P. Poljakova a s řadou doplňků, zejména nové taneční hudby čerpané z jiných Lysenkových děl, tak měla 26. června 1956 nová verze opery profesionální premiéru v kyjevském operním divadle. 1. února 1985 představením Lysenkovy Zimy a jara zahájilo činnost Státní dětské hudební divadlo v Kyjevě.
Stejně jako ostatní Lysenkovy opery ji i nadále hrají ukrajinské hudební školy v různých městech. Ale pro svou relativní náročnost se z Lysenkových dětských oper Zima a jaro hraje s nejnižší frekvencí, i vědecké bádání se jí věnuje nejméně.
Již ve 30. a poté v 50. letech 20. století byly kyjevským rozhlasem pořízeny nahrávky Zimy a jara s účastí profesionálních zpěváků.

## Osoby
- Podzim (Osiň) – mezzosoprán
- Bába (Baba) – soprán
- Děd (Did) – alt
- Chlapec-vřeteno (Chlopec-vereteno) – soprán
- Chlapec-hřeben (Chlopec-hrebiň) – alt
- Dívka-kolovrat (Divka-prjadka) – soprán
- Sýček-věštec (Syč-viščun) – alt
- Zima (Zyma) – soprán
- Mráz (Moroz) – baryton
- Metelice (Metelycja) – soprán
- Vítr (Viter) – tenor
- Sněžný děd (Did-snihovyk) – bas
- Masopust-mladice (Masnicja-molodycja) – ?
- Jaro-krasavice (Vesna-krasna) – soprán

## Děj opery

### 1. dějství
Doba Podzimu končí a mocný Mráz vyhání plačící Podzim. Na příchod zimy se za zpěvu a tance připravují Chlapec-vřeteno, Chlapec-hřeben, Dívka-kolovrat, Děd a Bába. Přichází samotná zima, provázená Metelicí, Větrem a Sněžným dědem. Pak po boku Mráze usedá na místo vladaře – na sněžný trůn. Přes krutou vládu Zimy a Mrazu nastává i veselý čas Vánoc: chlapci a děvčata zpívají lidové vánoční písně, štědrovky (ščedryky) a koledy (koljady).

### 2. dějství
Zima ještě vládne, ale Sýček-věštec zvěstuje všem, že se její panování blíží ke konci. Zima se své moci nechce vzdát dobrovolně, ale chlapci a dívky již toužebně očekávají jaro, jehož první předzvěstí jsou přilétající jeřábi. Nakonec Masopust přivádí Jaro samotné, které vyžene dlouho vzpouzející se Zimu a ujímá se za všeobecného jásotu vlády.